# Porta de l'Índia
Situada en l'anomenat "camí dels reis" Rajpath a la ciutat índia de Nova Delhi, la Porta de l'Índia (originalment anomenada el Memorial de totes les guerres índies) és un monument construït per l'arquitecte Edwin Lutyens per commemorar els soldats indis que van morir a la Primera Guerra Mundial i les Guerres afganeses de 1919. La pedra inicial va ser posada el 10 de febrer de 1921 pel Duc de Connaught. Els noms dels soldats que van morir en aquestes guerres estan inscrits sobre les parets del monument. El monument va ser inaugurat el 1931. Des 1971 es troba sota el monument una flama eterna, coneguda com a Amar Jawan Jyoti(la flama del guerrer immortal), la qual marca la "Tomba del soldat desconegut" i està dedicada a honorar els soldats desconeguts morts en els enfrontaments entre Índia i Pakistan que van tenir lloc aquest mateix any.
La Porta de l'Índia, d'un estil clarament colonial es va construir de 1921 a 1931. Inicialment sota el monument hi havia una estàtua del rei Jordi V. A la independència de l'Índia l'hi van treure.
A la part superior del monument s'hi pot llegir el següent text: «Als morts dels exèrcits de l'Índia que van caure amb honor a França i Flandes, Mesopotàmia i Pèrsia, est d'Àfrica, Gal·lípoli i en qualsevol lloc del proper o llunyà est i també en la sagrada memòria dels que van deixar els seus noms inscrits en caure a l'Índia o a la frontera nord-oest durant la Tercera Guerra Afganesa».
El temple és un cenotafi de marbre negre, amb un rifle en el seu barril, coronat pel casc d'un soldat. Cada cara del cenotafi té inscrites, en or, les paraules "Amar Jawan" (Guerrer Immortal). Aquest cenotafi és un edifici que té sobre les seves quatre cantonades, quatre flames que es mantenen constantment vives.
El monument té una alçada total de 42 metres i és a la cruïlla d'unes avingudes importants. El trànsit al voltant de l'arc de triomf és moltes vegades motiu de conflicte a causa dels continus talls de trànsit provocats pel risc d'atacs terroristes. La zona en què s'ubica la Porta de l'Índia, envoltada de zones cobertes de gespa, sol ser una de les destinacions preferides de les famílies de Delhi durant els dies festius.

## Galeria

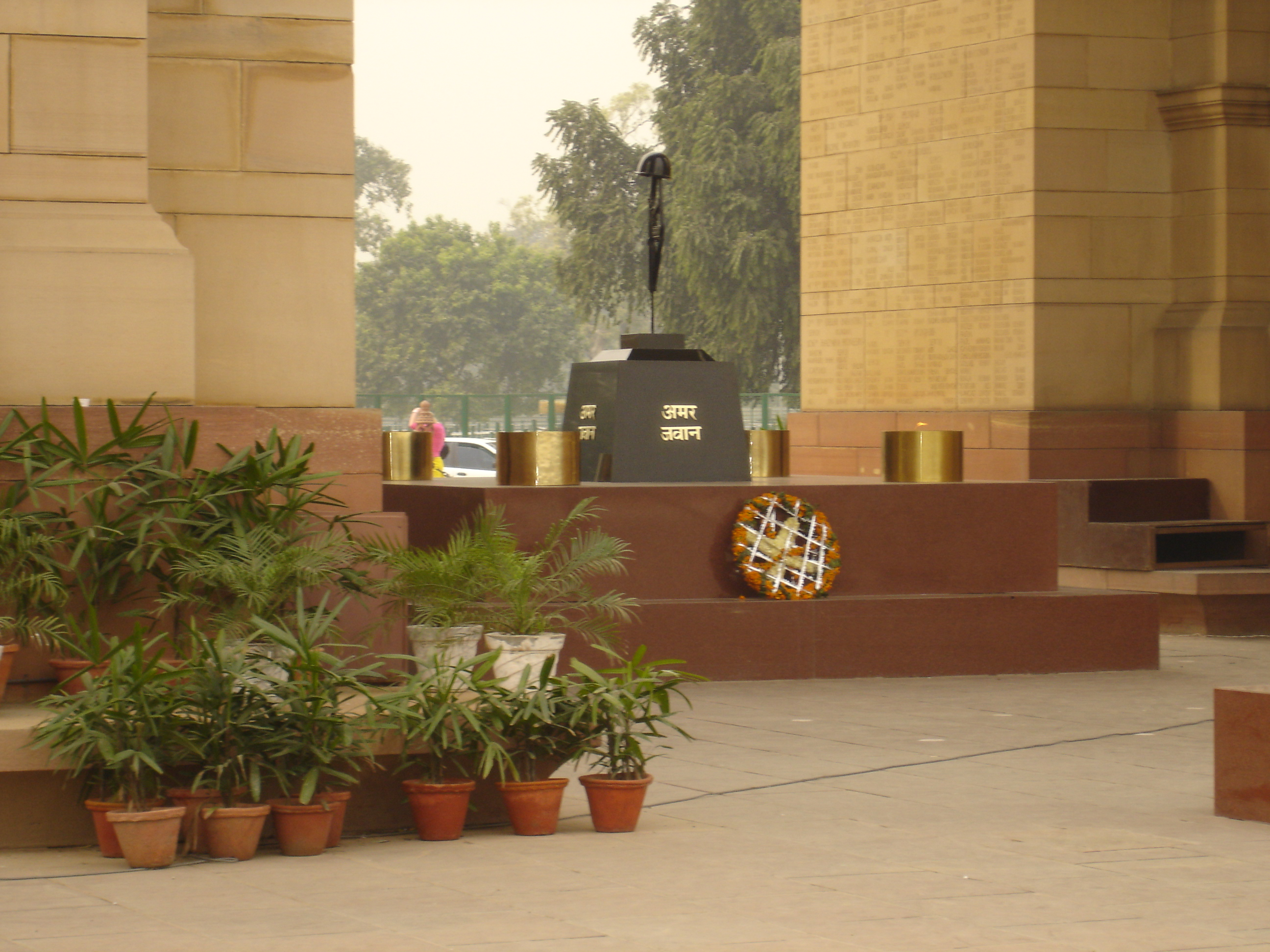
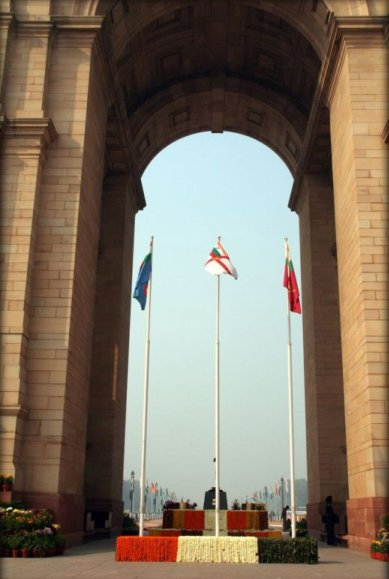
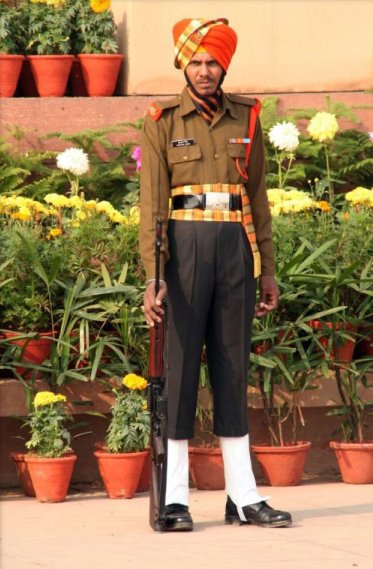